# 독립기념비 (멕시코시티)

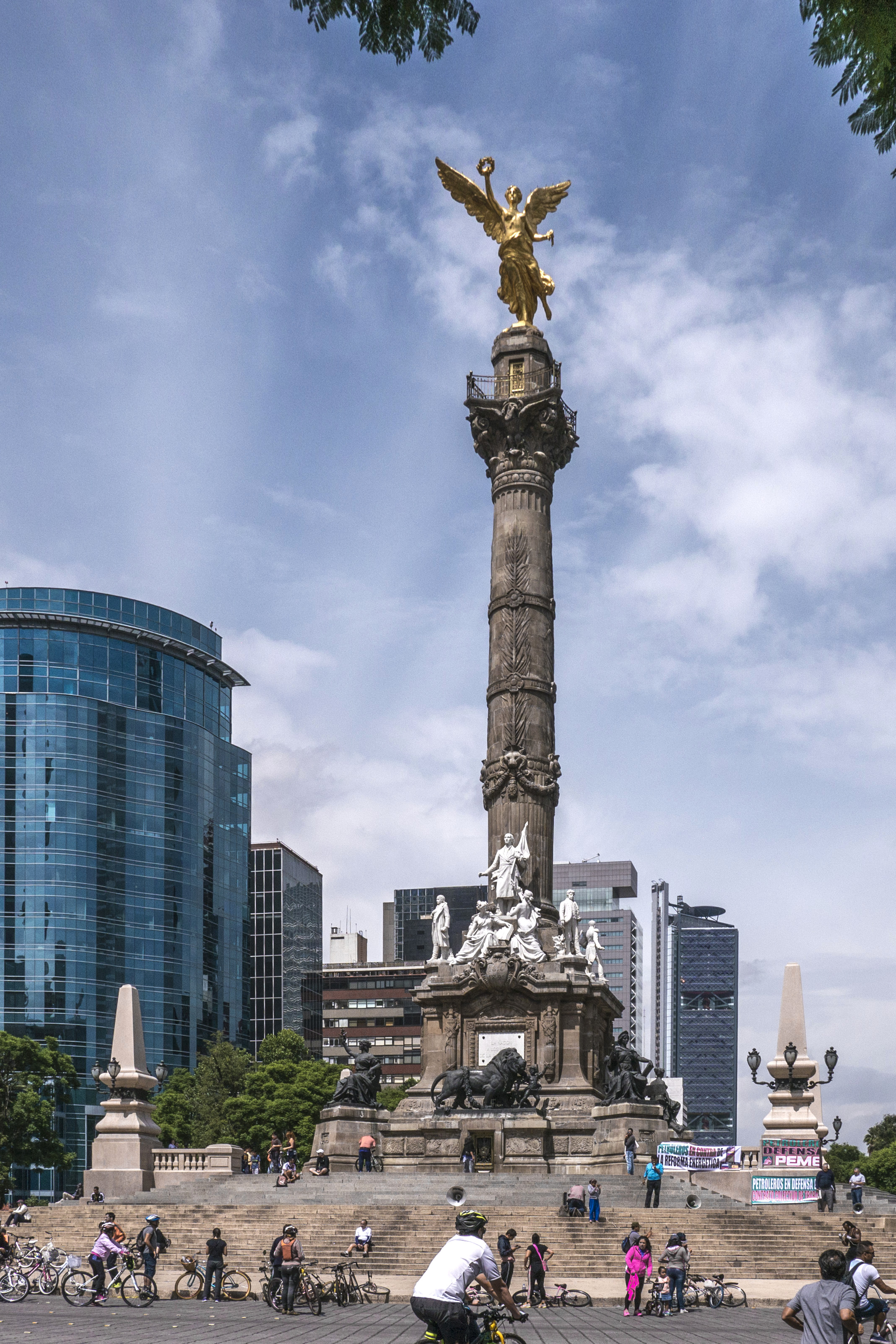
독립기념비

독립기념비(스페인어: Monumento a la Independencia)는 멕시코 멕시코시티 파세오 데 라 레포르마에 있는 기념비이다. 엘 앙헬(스페인어: El Ángel)이나 독립의 천사(스페인어: Ángel de la Independencia 앙헬 데 라 인데펜덴시아[*]) 등으로도 불린다.
이 독립기념비는 포르피리오 디아스 대통령 시절인 1910년에 멕시코 독립 전쟁 100주년을 기념하여 지어졌다. 멕시코시티에서 잘 알려진 관광 명소 중 하나이며, 파리의 7월 기념비와 베를린의 베를린 전승기념탑과 유사한 모양이다.

## 같이 보기
- 베를린 전승기념탑
- 독립기념비 (키이우)
- 멕시코 독립 전쟁
- 포르피리오 디아스